# İsmail Köybaşı
İsmail Köybaşı (Alejandreta, Hatay, Turquía, 10 de julio de 1989) es un futbolista turco que juega como defensa en el Göztepe S. K. de la Superliga de Turquía.

## Clubes
| Club             | País    | Año       |
| ---------------- | ------- | --------- |
| Gaziantepspor    | Turquía | 2008-2009 |
| Beşiktaş J. K.   | Turquía | 2009-2016 |
| Fenerbahçe S. K. | Turquía | 2016-2019 |
| Granada C. F.    | España  | 2019-2020 |
| Çaykur Rizespor  | Turquía | 2020-2021 |
| Trabzonspor      | Turquía | 2021-2022 |
| Göztepe S. K.    | Turquía | 2022-     |

## Palmarés

### Títulos nacionales
| Título               | Club           | País    | Año  |
| -------------------- | -------------- | ------- | ---- |
| Copa de Turquía      | Beşiktaş J. K. | Turquía | 2011 |
| Superliga de Turquía | Beşiktaş J. K. | Turquía | 2016 |
| Superliga de Turquía | Trabzonspor    | Turquía | 2022 |
| Supercopa de Turquía | Trabzonspor    | Turquía | 2022 |